# MUSIC FOR ATOM AGE♪
『MUSIC FOR ATOM AGE♪』（ミュージック・フォー・アトム・エイジ）は、作曲家の樋口康雄と歌唱参加アーティストによる「鉄腕アトム」のトリビュート・アルバム。
2003年3月19日にソニー・ミュージックジャパンインターナショナルから発売された。

## 解説
手塚治虫から絶大な信頼を受け、「ブレーメン4」、「火の鳥2772　愛のコスモゾーン」等、数々のテレビアニメ音楽を担当した樋口康雄が過去三世代にわたる「鉄腕アトム」世代に向けるるオマージュとして制作した。
楽曲だけではなくセリフやSE等も加えられており、歌唱参加アーティストも様々な世代が揃う作品となった。
中でも1980年代版「鉄腕アトムアニメ第2作」用に手塚から樋口が新たなテーマソングとして作曲依頼を受け、制作されたが諸事情で実現されなかった「幻の主題歌」と言われていた「地球の歌」が23年を経て今回初めて収録された。

## 収録曲
全作曲：樋口康雄
1.Beep beep beep!
作詞：伊藤アキラ／編曲：ゲイリー芦屋／歌：ヤング101＋シンガーズ・スリー
2.四声の序奏
編曲：樋口康雄／ピアノ：金子詠美
3.Retoro-Future カプリッチョ第24番より
作曲：N.パガニーニ、樋口康雄／編曲：石井AQ／バイオリン：早稲田桜子
4.ボクノココロ
作詞：白鞘慧海／編曲：鈴木達也／歌：しらさやえみ
5.lonely lonely
作詞：岡田冨美子／編曲：山中剛／歌：タケカワユキヒデ、tomoko nakashima＆PICO
6.a cross
作詞：松本一起／編曲：大島ミチル／歌：ji ma ma
7.地球の歌
作詞：麻生哲朗／編曲：寺田鉄生／歌：森の木児童合唱団
8.緩やかな即興
編曲：樋口康雄／ピアノ：金子詠美
9.Sleep-less dreaming
作詞：青井陽治／編曲：山中剛／歌：GWINKO（吟呼）
10.ララバイ歌おう
作詞：岩谷時子／編曲：山川恵津子／歌：EPO
11.スプートニク・サーカス
作詞：売野雅勇／編曲：寺田鉄生／歌：TAKAYO＆MIZUHO from “ZONE”
12.黄昏の窓辺
作詞：上田知華／編曲：山川恵津子／歌：上田知華
13.永遠の1ページ
作詞：山川啓介／編曲：山川恵津子／歌：ari
14.Elise Requiem 「エリーゼのために」より
作曲：L.V.ベートーヴェン、樋口康雄／編曲：樋口康雄／バイオリン：早稲田桜子
声の出演
アトム：津村まこと
お茶の水博士：勝田久
田鷲：銀河万丈
ウラン：丸山美紀
Fräulein Notbericht：高泉淳子